# Курай (Республіка Алтай)
Курай (рос. Курай) — село Кош-Агацького району, Республіка Алтай Росії. Входить до складу Курайського сільського поселення.
Населення — 456 осіб (2015 рік).